# Psychomyia morisitai
Psychomyia morisitai là một loài Trichoptera trong họ Psychomyiidae. Chúng phân bố ở miền Cổ bắc.